# Robert William Rogers
Robert William Rogers, auch Robert W. Rogers (geboren 14. Februar 1864 in Philadelphia; gestorben 12. Dezember 1930), war ein US-amerikanischer Altorientalist und Religionswissenschaftler.

## Leben
Robert William Rogers war ein Sohn des Samuel Rogers und der Mary Osborne. Er lernte schon als Kind die Hebräische Sprache. Rogers studierte Klassische Philologie an der University of Pennsylvania und danach Hebräisch, Aramäisch, Arabisch, Äthiopisch und Assyrisch bei Paul Haupt und Bibelwissenschaft bei James Rendel Harris an der Johns Hopkins University. Er wurde 1890 am Haverford College  promoviert. Er setzte sein Studium in Europa an der Universität Leipzig und der Universität Oxford fort und wurde 1895 in Leipzig mit der Dissertation Outlines of the History of Early Babylonia bei Albert Socin promoviert. Rogers wurde 1890 Professor am Dickinson College. Im Jahr 1893 wurde er als Professor für Biblische Exegese und Hebräisch an das methodistische Drew Theological Seminary berufen. Er forschte, publizierte und lehrte zur Geschichte des Alten Orients. Rogers wurde 1929 aus gesundheitlichen Gründen emeritiert. Er war mit Ida Virginia Ziegler verheiratet, sie hatten zwei Kinder.

## Schriften (Auswahl)

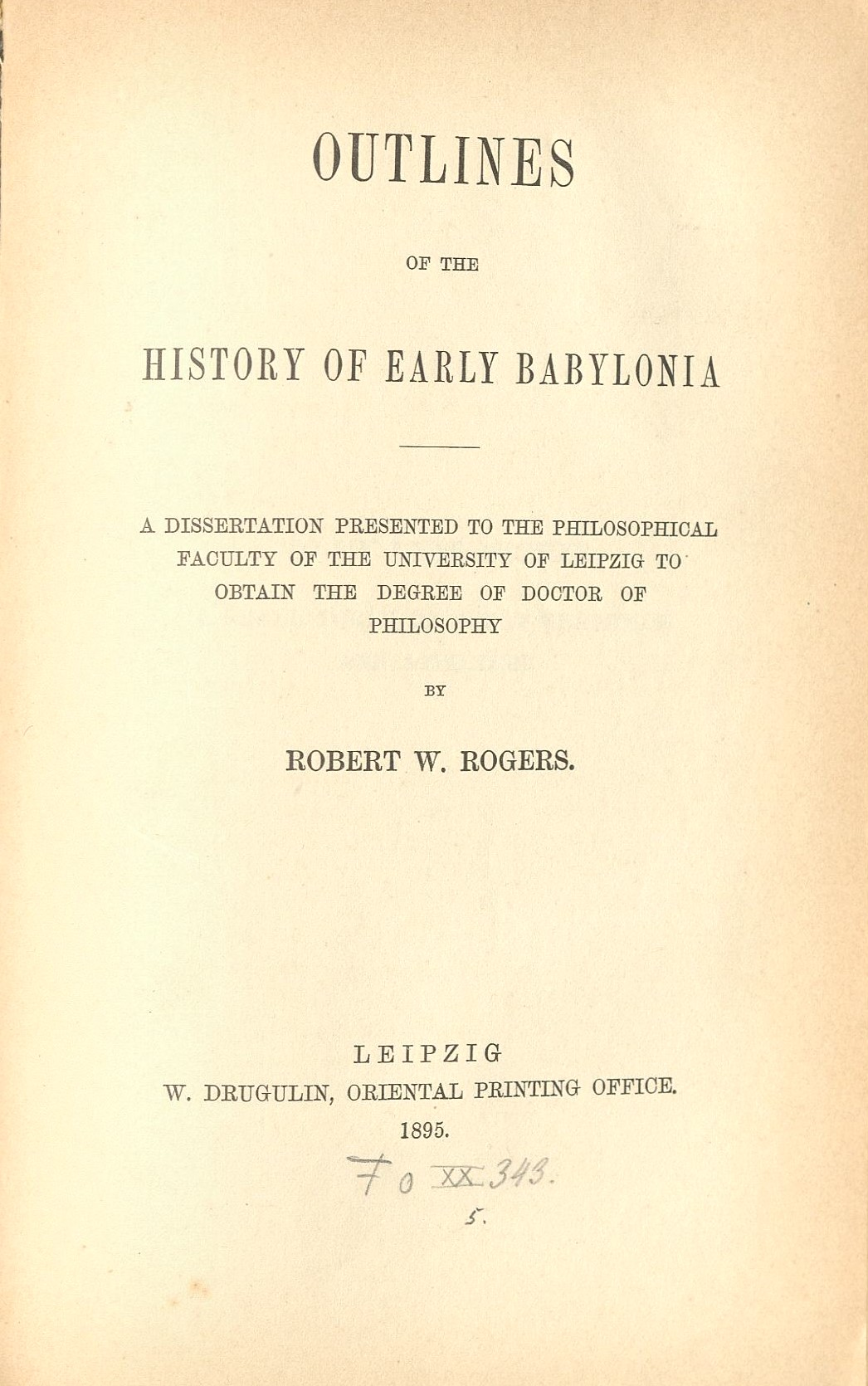
Leipziger Dissertation (1895)

- A book of Old Testament lessons for public reading in churches; a lectionary.
- Great characters of the Old Testament.
- Outlines of the history of early Babylonia. Leipzig: Drugulin, 1895
- A History of Babylonia and Assyria. 2 Bände. New York: Eaton & Mains, 1900.
- The Religion of Babylonia and Assyria : especially in its relations to Israel; five lectures delivered at Harvard University. London: Luzac, 1908
- Cuneiform parallels to the Old Testament. Übersetzt und herausgegeben von Robert William Rogers. 2. ed. with corr. New York: Abington Pr., 1926
- A history of ancient Persia from its earliest beginnings to the death of Alexander the Great : With illustr. and maps. New York: Scribner, 1929
- Cuneiform, in: Encyclopædia Britannica, 1911